# Klimatlagstiftning
Klimatlagstiftning är miljörättsliga lagar och förordningar som handlar om att uppnå globala och nationella klimatmål om att minska nettoutsläpp av växthusgaser, bland annat genom att minska förbränningen av fossila bränslen och förbättra kolsänkor. Syftet är att uppnås begränsning av klimatförändringar som förväntas orsakas av den pågående globala uppvärmningen. Som en implementering av olika länders klimatpolitik och klimatlöften har många klimatlagar införts under årens gång och är under övervägande att införas av lagstiftare runt om i världen.

## Internationella avtal
Nationell lagstiftning på klimatområdet har ofta en grund i internationella avtal och överenskommelser, främst:
- Kyotoprotokollet 1997, som grundades på FN:s klimatkonvention 1992
- Parisavtalet 2015

Dessa avtal har i sin tur sin grund i prognoser som har presenterats för politiker bland annat av forskare i FN:s klimatpanel, bildad 1988.

## Europeiska unionen
I mars 2020 föreslog Europeiska kommissionen en europeisk klimatlag för att reglera ramarna för att uppnå klimatneutralitet fram till 2050. Förslaget måste godkännas av Europaparlamentet och Europeiska unionens råd innan det träder i kraft.

## Sverige
Ansvar för svensk klimatlagstiftning ligger bland annat på Miljö- och jordbruksutskottet i riksdagen. Regeringens propositioner på området skrivs bland annat av Sveriges klimat- och miljöminister, och bereds av Miljö- och energidepartementet.

### Miljömål
De 16 nationella miljömålen antogs av riksdagen 1999, 2005 och 2010, där begränsad klimatpåverkan är ett av målen. Miljömålsberedningen tillsattes av Alliansregeringen 2010 för att ge förslag till regeringen hur miljömålen och generationsmålen ska uppnås.

### Klimatlagen 2017
En ny klimatlag beslutades av riksdagen efter en omröstning den 15 juni 2017 genom 254 (S+M+MP+C+V+L+KD) röster för och 41 (SD) mot. Enligt den nya lagen ska varje kommande regering lämna en klimatredovisning och en klimathandlingsplan med sina budgetpropositioner. Som målsättning ska inte Sverige ha några nettoutsläpp av växthusgaser till atmosfären senast år 2045..